# Role/Play
Role/Play je americký hraný film z roku 2010, který režíroval Rob Williams podle vlastního scénáře. Film popisuje náhodné setkání herce a politického aktivisty.

## Děj
V hotelu v Palm Springs je ubytovaný populární seriálový herec Graham Windsor. Skrývá se zde před novináři poté, co bylo na internetu zveřejněno video, na kterém má pohlavní styk se svým skrývaným partnerem, rovněž kolegou se seriálu. Graham konzultuje svůj další postup a coming out se svým agentem. Do hotelu rovněž přijíždí Trey Reed, který je známý aktivista v boji za legalizaci gay manželství. Trey sem přijíždí sám, neboť se právě rozchází se svým partnerem, za což sklízí v LGBT komunitě velkou kritiku. Muži si zpočátku nepadnou do oka. Trey vyčítá Grahamovi, že jeho skrývání sexuální orientace podporuje negativní obraz gayů ve společnosti. Graham vyčítá Treyovi, že jeho vlastní selhání dává odpůrcům argument, proč homosexuálům manželství nepřiznávat. Každý musí řešit své problémy, které však, jak se postupně ukazuje, mají i své pro okolí utajené pozadí.

## Obsazení
| Steve Callahan          | Graham Windsor |
| Matthew Montgomery      | Trey Reed      |
| David Pevsner           | Alex           |
| Brian Nolan             | Ricky          |
| Matthew Stephen Herrick | Parker Ryland  |
| Jim J. Bullock          | Bernie         |
| Ryland Dodge            | Mickey         |